# Вербове (Баштанський район)
Вербо́ве — село в Україні, у Казанківській селищній громаді Баштанського району Миколаївської області. Населення становить 80 осіб.